# کریگ گودوین
کریگ گودوین (انگلیسی: Craig Goodwin؛ زادهٔ ۱۶ دسامبر ۱۹۹۱) بازیکن فوتبال اهل استرالیا است.
از باشگاه‌هایی که در آن بازی کرده‌است می‌توان به باشگاه فوتبال آدلاید یونایتد، باشگاه فوتبال نیوکاسل یونایتد جتس، و باشگاه فوتبال ملبورن سیتی اشاره کرد.
وی همچنین در تیم‌های ملی فوتبال زیر ۲۳ سال استرالیا و استرالیا بازی کرده‌است.